# Nicole Hosp
Nicole Hosp, avstrijska alpska smučarka, * 6. november, 1983, Bichlbach, Avstrija.
Nicole Hosp je zmagala v skupnem seštevku v sezoni 2006/07, ko je osvojila tudi mali kristalni globus v veleslalomu. Osvojila je še drugih mest v seštevku disciplin in dve tretji. Skupno je v svetovnem pokalu osvojila dvanajst zmag, po pet v slalomu in veleslalomu, ter po eno v superveleslalomu in kombinaciji, in 57 uvrstitev na stopničke, ki jih je dosegla v vseh petih disciplinah. V svetovnem pokalu je tekmovala trinajst sezon, med 2001/02 in 2014/15, z izjemo sezone 2009/10, ki jo je izpustila zaradi poškodbe v pripravljalnem obdobju. Na olimpijskih igrah je osvojila srebrni medalji v kombinaciji leta 2014 in slalomu leta 2006 ter bronasto medaljo v superveleslalomu leta 2014. Na svetovnih prvenstvih je osvojila naslov svetovne prvakinje v veleslalomu leta 2007 ter še po dve srebrni in bronasti medalji v posamičnih disciplinah. Na ekipni tekmi je z avstrijsko reprezentanco osvojil dve zlati in eno srebrno medaljo. 1. junija 2015 je napovedala konec svoje kariere v starosti enaintrideset let.

## Svetovni pokal

### Skupni seštevek
| Sezona  | Starost | Skupno                              | Slalom                              | Veleslalom                          | Superveleslalom                     | Smuk                                | Kombinacija                         |
| ------- | ------- | ----------------------------------- | ----------------------------------- | ----------------------------------- | ----------------------------------- | ----------------------------------- | ----------------------------------- |
| 2001/02 | 18      | 121                                 | –                                   | 58                                  | –                                   | –                                   | —                                   |
| 2002/03 | 19      | 10                                  | 10                                  | 4                                   | –                                   | –                                   | —                                   |
| 2003/04 | 20      | 12                                  | 6                                   | 6                                   | –                                   | –                                   | —                                   |
| 2004/05 | 21      | 14                                  | 7                                   | 6                                   | –                                   | –                                   | 4                                   |
| 2005/06 | 22      | 4                                   | 6                                   | 4                                   | 10                                  | 23                                  | 5                                   |
| 2006/07 | 23      | 1                                   | 2                                   | 1                                   | 2                                   | 20                                  | 3                                   |
| 2007/08 | 24      | 2                                   | 2                                   | 7                                   | 10                                  | 19                                  | 9                                   |
| 2008/09 | 25      | 14                                  | 8                                   | 24                                  | 25                                  | 46                                  | 8                                   |
| 2009/10 | 26      | zaradi poškodbe je izpustila sezono | zaradi poškodbe je izpustila sezono | zaradi poškodbe je izpustila sezono | zaradi poškodbe je izpustila sezono | zaradi poškodbe je izpustila sezono | zaradi poškodbe je izpustila sezono |
| 2010/11 | 27      | 15                                  | 12                                  | 28                                  | 8                                   | –                                   | 5                                   |
| 2011/12 | 28      | 22                                  | 26                                  | –                                   | 20                                  | 36                                  | 3                                   |
| 2012/13 | 29      | 16                                  | 15                                  | –                                   | 20                                  | –                                   | 2                                   |
| 2013/14 | 30      | 9                                   | 8                                   | –                                   | 6                                   | 22                                  | 4                                   |
| 2014/15 | 31      | 5                                   | 9                                   | –                                   | 6                                   | 12                                  | –                                   |

### Zmage
| Datum             | Mesto                | Disciplina      |
| ----------------- | -------------------- | --------------- |
| 26. oktober 2002  | Sölden               | Veleslalom      |
| 17. december 2003 | Madonna di Campiglio | Slalom          |
| 27. december 2003 | Lienz                | Veleslalom      |
| 29. januar 2006   | Cortina d'Ampezzo    | Veleslalom      |
| 16. marec 2006    | Åre                  | Superveleslalom |
| 6. januar 2007    | Kranjska Gora        | Veleslalom      |
| 2. marec 2007     | Tarvisio             | Kombinacija     |
| 17. marec 2007    | Lenzerheide          | Slalom          |
| 18. marec 2007    | Lenzerheide          | Veleslalom      |
| 9. december 2007  | Aspen                | Slalom          |
| 13. januar 2008   | Maribor              | Slalom          |
| 30. november 2014 | Aspen                | Slalom          |